# Вороновское (поселение, Москва)
Поселе́ние Во́роновское — бывшее внутригородское муниципальное образование и административная единица со статусом поселения в составе Троицкого административного округа, Москва. Вошло в состав Москвы 1 июля 2012 года. Упразднено 8 мая 2024 года в процессе административно-территориальной реформы ТиНАО. Правопреемником поселения Вороновское являются органы местного самоуправления и управа района Вороново. 
Административным центром бывшего сельского поселения Вороновское был посёлок ЛМС, администрация поселения находится в селе Вороново.
Глава администрации — Иванов Евгений Павлович, глава поселения и председатель Совета депутатов — Царевский Евгений Павлович.

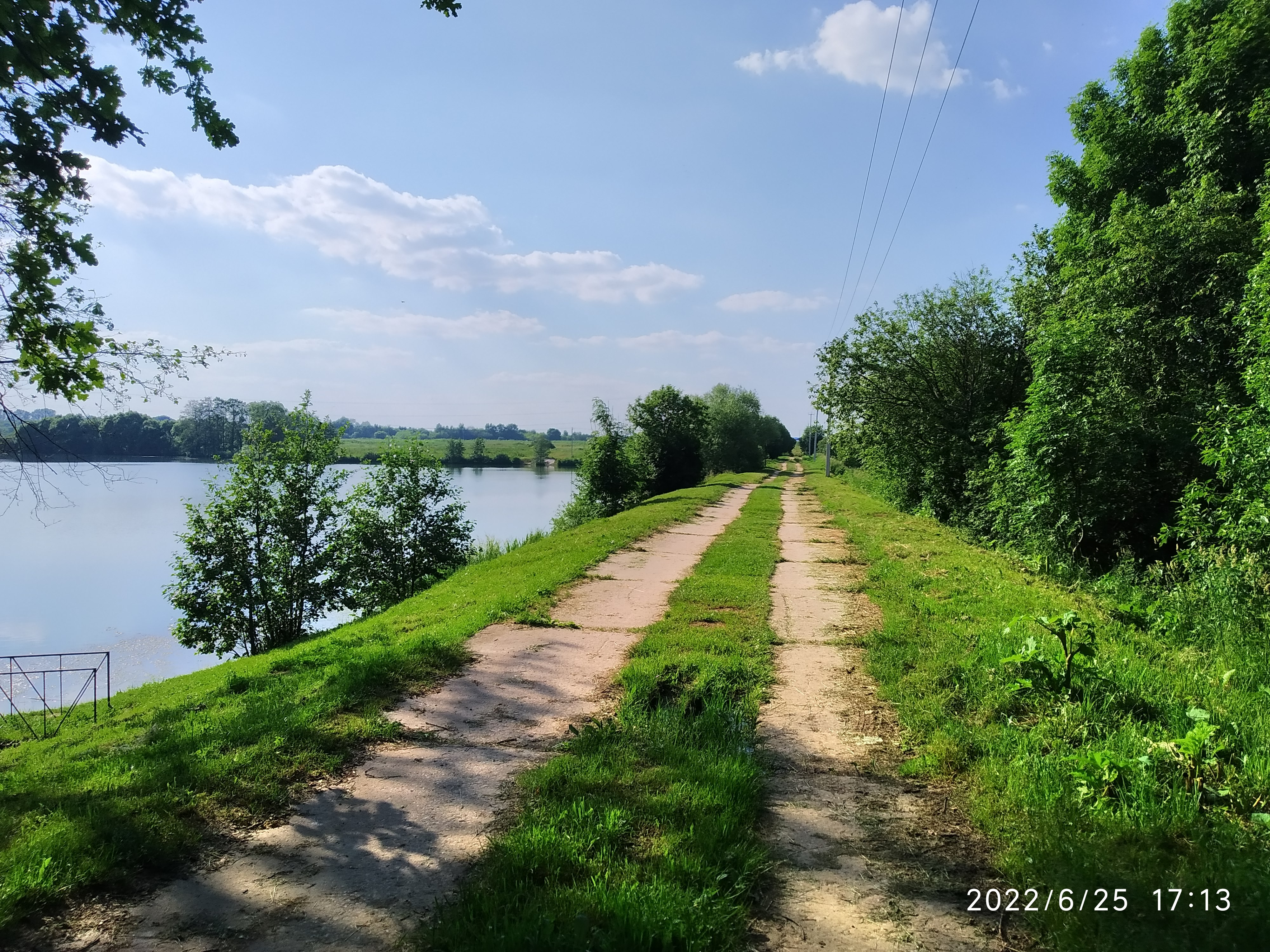
Дорога на Покровское по дамбе

## Географические данные
Общая площадь — 206,25 км². Это самое крупное поселение на территории Москвы. Муниципальное образование находится в центральной части Троицкого административного округа и граничит с:
- поселением Михайлово-Ярцевское (на севере);
- поселением Клёновское (на востоке);
- Чеховским городским округом (на юго-востоке);
- поселением Роговское (на юге и юго-западе);
- поселением Киевский (на западе);
- поселением Новофёдоровское (на северо-западе).

Климат в поселении — умеренно континентальный, формирующийся за счёт приходящего с запада влажного воздуха Атлантики. Лето тёплое, зима умеренно-холодная с устойчивым снежным покровом.
По территории поселения протекают несколько рек, в том числе Моча (приток Пахры), Лопасня, Поляница, Безымка, Вороновка, Алёшинка.

## Население
| 2010  | 2012  | 2013  | 2014    | 2015    | 2016    | 2017  |
| ----- | ----- | ----- | ------- | ------- | ------- | ----- |
| 8139  | ↗8226 | ↗8408 | ↗8450   | ↗8581   | ↗8749   | ↗8773 |
| 2018  | 2019  | 2020  | 2021    | 2023    | 2024    |       |
| ↗8869 | ↗8891 | ↗9634 | ↗14 485 | ↗14 592 | ↘14 565 |       |

### Национальный состав
По итогам переписи населения 2020 года проживали следующие национальности (национальности менее 0,1 % и другое, см. в сноске к строке «Другие»):
| Национальность | Численность, чел. | Доля     |
| -------------- | ----------------- | -------- |
| Русские        | 13 107            | 90,49 %  |
| Армяне         | 177               | 1,22 %   |
| Украинцы       | 144               | 0,99 %   |
| Таджики        | 96                | 0,66 %   |
| Татары         | 67                | 0,46 %   |
| Молдаване      | 64                | 0,44 %   |
| Белорусы       | 46                | 0,32 %   |
| Узбеки         | 36                | 0,25 %   |
| Грузины        | 33                | 0,23 %   |
| Мордва         | 32                | 0,22 %   |
| Чуваши         | 20                | 0,14 %   |
| Лезгины        | 16                | 0,11 %   |
| Азербайджанцы  | 16                | 0,11 %   |
| Ингуши         | 15                | 0,10 %   |
| Другие         | 616               | 4,26 %   |
| Итого          | 14 485            | 100,00 % |

## Состав поселения
| №  | Населённый пункт       | Тип населённого пункта | Население | ОКАТО          |
| -- | ---------------------- | ---------------------- | --------- | -------------- |
| 1  | Бабенки                | деревня                | ↗105      | 45 298 553 102 |
| 2  | Бакланово              | деревня                | ↗51       | 45 298 553 103 |
| 3  | Безобразово            | деревня                | ↗33       | 45 298 553 104 |
| 4  | Богоявление            | село                   | ↗38       | 45 298 553 105 |
| 5  | Вороново               | село                   | ↘301      | 45 298 553 106 |
| 6  | Ворсино                | деревня                | ↗22       | 45 298 553 107 |
| 7  | Голохвастово           | деревня                | ↗43       | 45 298 553 108 |
| 8  | дома отдыха «Вороново» | посёлок                | ↘1498     | 45 298 553 109 |
| 9  | Косовка                | деревня                | ↗102      | 45 298 553 110 |
| 10 | ЛМС                    | посёлок                | ↘5238     | 45 298 553 101 |
| 11 | Львово                 | деревня                | ↘168      | 45 298 553 111 |
| 12 | Никольское             | село                   | ↗30       | 45 298 553 112 |
| 13 | Новогромово            | деревня                | ↗22       | 45 298 553 113 |
| 14 | Покровское             | село                   | ↗28       | 45 298 553 114 |
| 15 | Рыжово                 | деревня                | ↗29       | 45 298 553 115 |
| 16 | Сахарово               | деревня                | ↘74       | 45 298 553 116 |
| 17 | Свитино                | село                   | ↗16       | 45 298 553 117 |
| 18 | Семенково              | деревня                | ↗26       | 45 298 553 118 |
| 19 | Троица                 | деревня                | ↗23       | 45 298 553 119 |
| 20 | Филино                 | деревня                | ↗15       | 45 298 553 120 |
| 21 | Юдановка               | деревня                | ↗174      | 45 298 553 121 |
| 22 | Юрьевка                | деревня                | ↗23       | 45 298 553 122 |
| 23 | Ясенки                 | деревня                | ↗80       | 45 298 553 123 |

91 СНТ, ДНП и др., согласно информации с сайта.

## История
Первые письменные упоминания о Вороновской земле относятся к XV—XVI веках и даже глубже, к Куликовской битве, когда Дмитрию Боброку, выходцу из Волыни, была дарована Дмитрием Донским вотчина в этих землях.
Вороновский сельсовет был образован после Октябрьской революции в составе Вороновской волости Подольского уезда Московской губернии. По данным Всесоюзной переписи населения 1926 года в сельсовет входили село Вороново, почтовое отделение, больница, сельскохозяйственное кредитное товарищество, волостной исполнительный комитет и ветеринарный пункт.
В 1929 году Вороновский сельсовет вошёл в состав Красно-Пахорского района (1946—1957 гг. — Калининский район) образованной Московской области.
Постановлением Московского областного исполнительного комитета от 17 июля 1939 года № 1559 и утверждающим его указом Президиума Верховного совета РСФСР от 17 августа 1939 года сельсовету были переданы селения Косовка, Львов и Семенково упразднённого Косовского сельсовета.
В июне 1954 года в состав сельсовета были включены территория упразднённого Юрьевского сельсоветов, а также населённые пункты Новое Громово, Сахарово и Ясенки Бабенского сельсовета.
Спустя почти два года, в апреле 1956 года, в состав сельсовета вошло ещё несколько селений Бабенского сельсовета — Ивлево, Михалево, Покровское, Усадище и Юдановка.
7 декабря 1957 года в связи с упразднением Калининского района Вороновский сельсовет вошёл в состав Подольского района Московской области.
17 марта 1959 года сельсовету была передана территория окончательно упразднённого вышеупомянутого Бабенского сельсовета.
В 1963 году Подольский район был упразднён, и до начала 1965 года Вороновский сельсовет находился в составе Ленинского укрупнённого сельского района, после чего был передан восстановленному Подольскому району.
В 1975 году в Вороновском с/с были упразднены деревни Шубино и Щитово.
30 мая 1978 года были ликвидированы и сняты с учёта деревни Бутырки и Логиново, а 22 января 1987 года — деревни Беляево, Логиново (второй раз), Старое Свитино и Усадище.
Постановлением от 3 февраля 1994 года № 7/6 Московская областная дума утвердила положение о местном самоуправлении в Московской области, согласно которому сельсоветы как административно-территориальные единицы были преобразованы в сельские округа.
В рамках реформы местного самоуправления и в соответствии с Законом Московской области от 28 февраля 2005 года № 65/2005-ОЗ «О статусе и границах Подольского муниципального района и вновь образованных в его составе муниципальных образований» на территории Подольского района было образовано сельское поселение Вороновское, в состав которого вошли 23 населённых пункта позже упразднённого Вороновского сельского округа, а административным центром стал посёлок ЛМС. Устав сельского поселения был принят 13 апреля 2006 года.
1 июля 2012 года в результате реализации проекта расширения территории Москвы сельское поселение Вороновское вошло в состав Троицкого административного округа столицы, при этом из его названия было исключено слово «сельское».

## Органы местного самоуправления
Структуру органов местного самоуправления поселения Вороновское составляют:
- Совет депутатов поселения Вороновское;
- глава поселения Вороновское;
- администрация поселения Вороновское.

Совет депутатов поселения Вороновское состоит из депутатов, избираемых на муниципальных выборах на основе всеобщего равного и прямого избирательного права при тайном голосовании сроком на 5 лет. Совет депутатов поселения Вороновское состоит из 10 депутатов.
Почтовый адрес главы, администрации и Совета депутатов поселения Вороновское: 142160, Москва, Троицкий административный округ, с. Вороново.

## Экономика и инфраструктура
Основа местной экономики — сельское хозяйство и животноводство. Посевная площадь сельскохозяйственных культур в хозяйствах населения сельских поселений по состоянию на 2009 года — 196 гектар (из них 81 — под картофель). В 1969 году по решению ЦК КПСС в совхозе «Вороново» было начато строительство первого в СССР животноводческого комплекса по выращиванию и откорму молодняка крупного рогатого скота на промышленной основе. В 1972 году построен Вороновский экспериментальный завод премиксов и комбикормов, в настоящее время являющийся одним из крупнейших производителей полнорационных комбикормов, биовитаминных добавок и премиксов в России (в 2004 году завод вошёл в состав ОАО «Русский солод» — дочерней компании Банка «Авангард»). Параллельно возводился и Вороновский завод регенерированного молока. В 2003 году компанией «Русский солод» был введён в эксплуатацию солодовенный завод.
Общая протяжённость автодорог общего пользования местного значения на конец 2009 года — 81,4 км, из них с твёрдым покрытием — 72,8 км.
Число самостоятельных больничных учреждений и отделений в составе больничных учреждений и других ЛПУ — 2 единицы: (ГБУЗ Вороновская больница ДЗМ и Московский клинический центр инфекционных болезней «Вороновское»). 3 дошкольных образовательных учреждения, 1 общеобразовательное учреждение. 1 учреждение культурно-досугового типа, 2 музей, 3 библиотеки. В поселке ЛМС, в микрорайоне Солнечный расположена ветеринарная клиника. На территории поселения также находится санаторий «Вороново» и Центр социально-медицинской реабилитации инвалидов и ветеранов боевых действий «Ясенки».

## Транспорт
На территории поселения действуют автобусные маршруты, а также железнодорожное сообщение по маршруту Большого Кольца МЖД, а также (редко, по одному разу в день) ходят электропоезда до Киевского Вокзала и Калуги.

### Автобусное сообщение
На территории Вороновского курсируют автобусные маршруты Автоколонны № 1788 города Подольска, а также ГУП «Мосгортранс». До Подольска можно добраться на маршрутах: 1036, 1050, 1028, 1077. До города Москвы можно доехать на маршрутах 1004 (также проходит через Подольск), E143, E148, 887.

### Железнодорожное сообщение
На территории поселения расположены остановочные пункты: Новогромово, Кресты, 252-й км. Поезда курсируют в направлении Кубинки, Столбовой (Чеховский район), а также до Калуги и Киевского вокзала.

## Достопримечательности

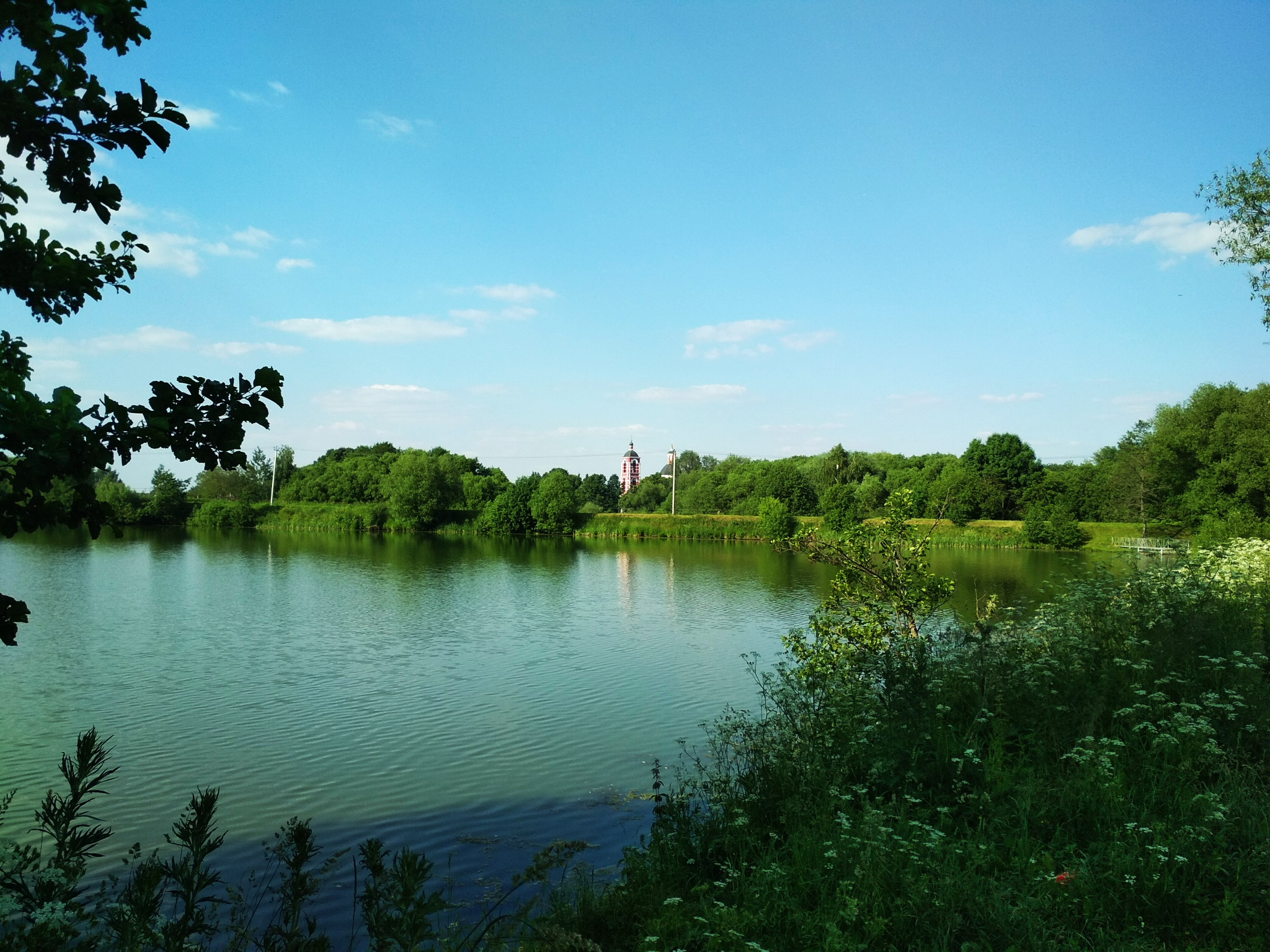
Церковь Покрова Пресвятой Богородицы в Покровском (формально — в Юдановке)

Памятники архитектуры и садово-паркового искусства поселения:
- Церковь Богоявления (1847)
- Усадьба «Вороново»
- Церковь Спаса Нерукотворного (1752—1763)
- Усадьба «Ворсино»
- Церковь Николая Чудотворца (1692)
- Церковь Покрова Богородицы (1726)
- Парк усадьбы «Свитино»
- Церковь Успения Богородицы (1777)
- Парк усадьбы «Ясное»